# Пасечная (Киевская область)
Пасечная (укр. Пасічна) — село, входит в Барышевскую поселковую общину Броварского района Киевской области Украины. До 2020 года входило в состав Барышевского района.
Население по переписи 2001 года составляло 754 человека. Почтовый индекс — 07500. Телефонный код — 4576. Занимает площадь 5,43 км². Код КОАТУУ — 3220255102.

## Местный совет
07500, Киевская обл., Барышевский р-н, пгт Барышевка, ул. Центральная, 27